# وگا دو رویپنک
وگا دو رویپنک (به اسپانیایی: Vega de Ruiponce) یک شهرستان در اسپانیا است که در استان وایادولید واقع شده‌است.

## خصوصیات
وگا دو رویپنک ۳۱ کیلومترمربع مساحت و ۱۲۹ نفر جمعیت دارد.